# Pointe de métal (dessin)
La pointe de métal est un outil de dessin dont l'utilisation remonte à l'Antiquité. C'est une tige composée d'un métal ou d'un alliage qui à la propriété de laisser une trace sur le support (papyrus, parchemin, papier, bois, etc.). Selon la nature de la pointe, le support peut être utilisé tel quel, ou une préparation peut être nécessaire.

## Pointe de plomb
Dès l'Antiquité, la pointe constituée de plomb est celle qui est la plus fréquemment utilisée en raison de l'abondance de minerai, lequel est facilement exploitable : cependant, très mou, le plomb a besoin d'être mélangé à un autre métal pour renforcer sa dureté. Ce type de pointe possède l’avantage ne pas commander obligatoirement une préparation spéciale du support. Le trait du plomb apparaît gris foncé. Toujours un peu plus grosse que les autres pointes, sa ligne est plus grasse donc plus lourde, surtout sur les surfaces préparées. Le plomb a été utilisé presque exclusivement jusqu'au XVIIe siècle, quand ont été découverts à Cumberland, en Angleterre, d'importants gisements de graphite, substance qu'on baptisa alors plombagine, en raison de sa ressemblance avec le plomb, et qui servit à fabriquer des mines de crayon (la mine du crayon s'appelle toujours lead (« plomb ») en anglais ou Blei en allemand). Les mines de plomb utilisées en dessin aujourd'hui sont des mines en graphite, mais ce nom témoigne de l'importance historique du plomb, qui a été utilisé jusqu'au XIXe siècle. Par ailleurs, la haute toxicité de ce métal en réduisit peu à peu l'usage.

## Pointe d’argent

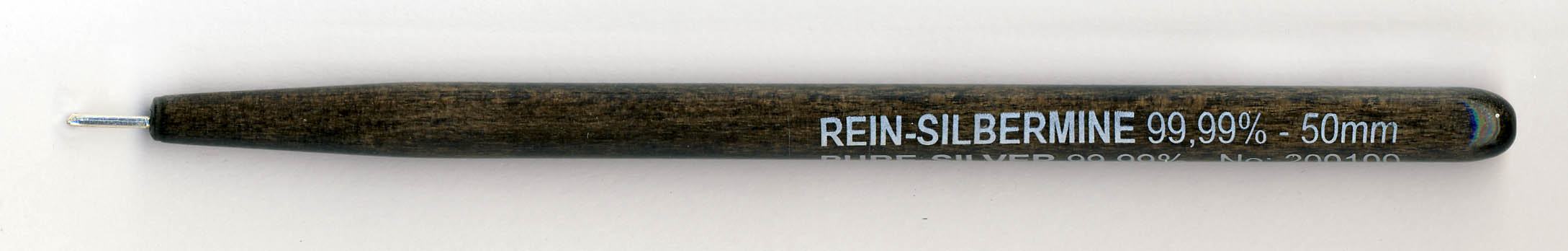
Une pointe d'argent

Moins courante que la pointe de plomb, la pointe d’argent est davantage utilisée par les maîtres pour les dessins soignés. Le métal étant plus dur que le plomb, le trait obtenu est d'une grande finesse et son oxydation donne des tons particulièrement riches.
Le support sur lequel l’artiste utilise la pointe d’argent doit nécessairement être préparé avec une substance à base de poudre d'os nommée à la Renaissance carta tinta. De nos jours cet enduit est souvent remplacé par du gesso ou de la gouache.

## Autres pointes
L’étain, plus dur que le plomb, donne un trait plus subtil, mais ce uniquement sur une préparation contenant beaucoup de colle. Il est la plupart du temps utilisé afin de marquer les ombres sur un papier préparé. Plus dure que l’argent, le plomb et l’or, mais moins que l’étain, la pointe de cuivre est peu utilisée.
L’acier est, entre autres pointes sèches, utilisé pour attaquer une surface destinée à produire des estampes dans le cadre de la technique de la taille douce.
L’or étant un métal très précieux, on comprend que sa pointe soit très rarement employée par les artistes. Dans les pointes, il est habituellement allié à l’argent dans des proportions variables s’élevant à parfois plus de la moitié d’argent ; il est aussi allié au cuivre. Pour une pointe d’une bonne durabilité, on ajoute toujours au moins un peu de cuivre aux alliages d’or et d’argent. Selon les alliages et leurs proportions, la nuance du trait de la pointe d’or varie au point qu’il peut être confondu avec celui de l’argent ou du cuivre, mais plus l’or est pur, plus son trait est noir.[réf. nécessaire]